# شون هولمز
شون هولمز (بالإنجليزية: Shaun Holmes)‏ (27 ديسمبر 1980 بديري في أيرلندا الشمالية - ) هو لاعب كرة قدم بريطاني في مركز الدفاع. شارك مع منتخب أيرلندا الشمالية تحت 19 سنة لكرة القدم ومنتخب أيرلندا الشمالية تحت 21 سنة لكرة القدم ومنتخب إيرلندا الشمالية لكرة القدم من الدرجة الثانية ‏ ومنتخب أيرلندا الشمالية لكرة القدم. أما مع النوادي، فقد لعب مع ديري سيتي وغلينتوران ومانشستر سيتي ونادي ريكسهام ونادي سليغو روفرز وInstitute F.C. ‏ ونادي فين هاربز.

## وصلات خارجية
- شون هولمز على موقع قاعدة بيانات كرة القدم.إي يو (الإنجليزية)